# Mary Beard (Althistorikerin)

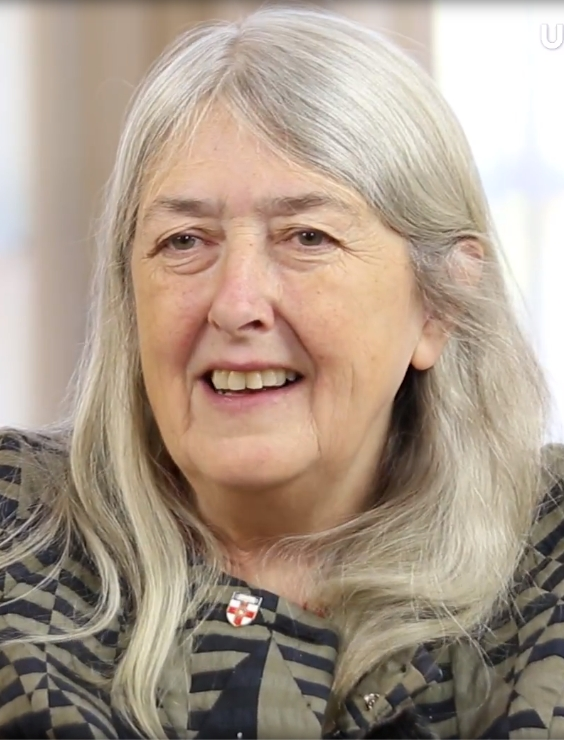
Mary Beard (2017)

Dame Winifred Mary Beard, DBE, FSA, FBA (geboren 1. Januar 1955 in Much Wenlock, Shropshire, England) ist eine englische Althistorikerin und Frauenrechtlerin.
Beard ist Professor of Classics an der University of Cambridge sowie Fellow des dortigen Newnham College. Sie gibt den Bereich Altertumswissenschaften für das Times Literary Supplement heraus und führt das Blog A Don’s Life in Times Online (das gleichzeitig als Kolumne in The Times erscheint). Zahlreiche Medienauftritte, umstrittene Äußerungen zu den Ursachen der Terroranschläge am 11. September 2001 und die Veröffentlichung der Geschichte ihrer eigenen Vergewaltigung während einer Italienreise im Jahr 1978 haben sie allgemein bekannt gemacht.

## Leben
Beard ist das einzige Kind des Architekten Roy Whitbread Beard und der Schulleiterin Joyce Emily Beard, geborene Taylor. Sie besuchte die halbstaatliche Mädchenschule Shrewsbury High School und nahm während ihrer Schulzeit regelmäßig an archäologischen Grabungen teil. Im Alter von 18 Jahren begann sie ihr Studium am Newnham College, einem ausschließlich Frauen vorbehaltenen College in Cambridge. Eine Einschreibung am King’s College Cambridge hatte sie verworfen, weil dort keine Stipendien an Frauen vergeben wurden. Am Newnham College zählten Joyce Reynolds und Patricia Elizabeth Easterling zu ihren Dozentinnen. Im Jahr 1977 erwarb Beard ihren B.A., 1982 wurde sie in Cambridge zum Ph.D. promoviert. Im Jahr 1985 heiratete Beard den Kunsthistoriker Robin Cormack, mit dem sie eine Tochter und einen Sohn hat.
Bereits von 1979 an bis 1983 war Beard Lecturer in Classics am King’s College London. Im Jahr 1984 kehrte sie nach Cambridge zurück und wurde zum Fellow des Newnham College ernannt. Sie war zu dem Zeitpunkt die einzige Frau unter den Dozenten der Classics Faculty der Universität Cambridge. Im Jahr 1992 wurde sie classics editor des Times Literary Supplement und im Jahr 2004 Professor of Classics in Cambridge. 
Im Jahr 2004 war Beard Mitglied im Kuratorium der Ausstellung From Ancient Art to Post-Impressionism in der Royal Academy of Arts in London. Im Herbst 2008 hielt sie als Sather Professor of Classical Literature an der University of California in Berkeley eine Vorlesungsreihe zum Roman Laughter, im November 2009 die Geddes-Harrower Lectures an der Universität Aberdeen zum Thema From Ancient Athens to Old Aberdeen: artists and archaeologists, travellers and tourists in the nineteenth century. Beards Wirkung in der Öffentlichkeit verdankt sie legerem Auftreten und einer unorthodoxen – Wissenschaftlerkollegen zuweilen befremdenden – Ausdrucksweise im Fernsehen, bei X und in ihren Büchern. Sie hat damit zur Popularisierung der Altertumswissenschaften beigetragen.

## Politische Meinungen
Nach den Terroranschlägen am 11. September 2001 auf das World Trade Center wurde Beard neben anderen Autoren von der London Review of Books eingeladen, ihre Meinung zu dem Ereignis zu äußern. Sie glaubte, dass viele Leute, wenn sich der Schock erst einmal gelegt hätte, zu der Einsicht kommen würden, dass die USA dies zu erwarten gehabt hätten (“the United States had it coming”) und dass die Rüpel dieser Welt, selbst wenn sie das Herz am rechten Fleck hätten, am Ende die Rechnung bezahlen würden (“world bullies, even if their heart is in the right place, will in the end pay the price”), eine Position, die in der amerikanischen Diskussion als Roosting Chickens argument bezeichnet wird. Stürme der Entrüstung entluden sich daraufhin sowohl in der Fachwelt als auch im allgemeinen Publikum. In einem Interview vom November 2007 glaubte Beard jedoch, dass sich inzwischen die Ansicht durchgesetzt habe, dass der internationale Terror mit der Außenpolitik der USA in Verbindung zu bringen sei.
Nach einem Auftritt in der Fernsehserie Question Time im Januar 2013, in der sie sich positiv über Immigranten und deren Beitrag zur Gesellschaft aussprach, wurde Mary Beard Opfer von Twitter-Attacken, in denen sie zum Teil unflätig beschimpft und persönlich angegriffen wurde. Beard setzte sich öffentlich zur Wehr, indem sie diese Kommentare, samt einer zugesandten, mit Photoshop erzeugten pornografischen Bildmontage auf ihrem Blog veröffentlichte. Da auch andere Frauen auf Twitter ähnlich aggressiv angegriffen wurden, so z. B. die Journalistin Caroline Criado-Perez und die Labour-Abgeordnete Stella Creasy, entspann sich eine längere Debatte in den britischen Medien und darüber hinaus, wie derartigen Angriffen am effektivsten begegnet werden könne.

Zu den schwindenden Wissensvoraussetzungen für die antike Geschichte äußerte sie 2022, dass
„viele Kunstwerke zunächst nicht viel bedeuten, wenn man weder mit der Bibel noch der Mythologie oder den römischen Kaisern vertraut ist. Warum sind die Impressionisten so beliebt? Weil man nichts wissen muss, um sie zu genießen.“ ... „Vor hundert Jahren gab es ein paar Kerle, die verdammt gut waren, aber auch viele, die es nicht waren. Im neunzehnten Jahrhundert hat der Fakultätsvorstand das Niveau der Studenten beklagt. Dabei waren die Prüfungen in Latein und Griechisch sehr einfach. Das ganze Gerede über Verdummung ist übertrieben."

## Auszeichnungen
- 2005 Fellow of the Society of Antiquaries
- 2008 Wolfson History Prize für ihr Buch Pompeii: The Life of a Roman Town
- 2010 Wahl zum Fellow of the British Academy[14]
- 19. April 2011 Foreign Honorary Member der American Academy of Arts and Sciences[15]
- 2012 Wahl zum Mitglied der American Philosophical Society[16]
- 2013 Officer des Order of the British Empire (OBE)
- 2016 mit 50.000 Euro dotierter Prinzessin-von-Asturien-Preis in der Rubrik Sozialwissenschaften[17]
- 2016 Bodley Medal der Bodleian Library
- 2016 Mitglied der Academia Europaea[18]
- 2018 Dame Commander des Order of the British Empire
- 2019 renommierte Gifford Lectures mit dem Vortrag The Ancient World and Us: From Fear and Loathing to Enlightenment and Ethics[19]

## Werk und Kritik
Beard arbeitet zu verschiedenen Aspekten der antiken römischen, aber auch griechischen Geschichte und Kultur wie Sozialgeschichte, Religion, Sexualität und Gender und zur Kunst- und Literaturgeschichte sowie zur Rezeptions- und Wissenschaftsgeschichte im 19. und 20. Jahrhundert. Dabei berücksichtigt sie auch Hilfs- und Randdisziplinen wie die Epigraphik und die Museumsgeschichte. Seit ihrer Jugend hegt sie ein besonderes Interesse an der Stadt Pompeji.
Der Kölner Althistoriker Karl-Joachim Hölkeskamp schrieb über ihre Publikationen: „In elegantem Duktus, aber mit spitzer Feder und erbarmungsloser Schärfe will sie sich erklärtermaßen daranmachen, die gesamte bisherige Forschung souverän-kritisch auseinanderzunehmen und das Dickicht aus trügerischen Sicherheiten und verstaubten Vorurteilen, hergebrachten Handbuchweisheiten und verbohrten Orthodoxien zu lichten.“ Der Tübinger Archäologe Manuel Flecker bemerkte zu ihrem Pompeji-Buch: „Kaum hinwegsehen lässt sich über den unnötigen Habitus Beards, andere stets ungenannte Forscher häufig explizit abzukanzeln oder auch zu loben, um sich so selbst im Zentrum der Deutungshoheit als entscheidende Wissensinstanz darzustellen.“

## Schriften (Auswahl)
Monographien
- Emperor of Rome: Ruling the Ancient Roman World. Profile Books, London 2023.
  - Deutsche Übersetzung: Die Kaiser von Rom. Herrscher über Volk und Reich. S. Fischer, Frankfurt am Main 2024, ISBN 978-3-10-397546-8.
- Twelve Caesars: Images of Power from the Ancient World to the Modern. Princeton University Press, 2021, ISBN 978-0-691-22236-3.
  - Deutsche Übersetzung: Zwölf Cäsaren. Gesichter der Macht von der Antike bis in die Moderne. Propyläen, Berlin 2022, ISBN 9783549100431.
- Civilisations: How Do We Look / The Eye of Faith. Profile Books, 2018 / Liveright Publishing, 2018, in den USA unter dem Titel: How Do We Look: The Body, the Divine, and the Question of Civilization; ISBN 978-1-78125-999-3
- Women & Power: A Manifesto. Profile Books, London 2017, ISBN 978-1-78816-060-5.
  - Deutsche Übersetzung: Frauen und Macht. Ein Manifest. Übersetzung Ursula Blank-Sangmeister. S. Fischer, Frankfurt am Main 2018, ISBN 978-3-103-97399-0.
- SPQR. A History of Ancient Rome. Livery Publishing Co., New York City, USA 2015, ISBN 978-0-87140-423-7.[22]
  - Deutsche Übersetzung: SPQR. Die tausendjährige Geschichte Roms. S. Fischer Verlag, Frankfurt am Main 2016, ISBN 978-3-10-002230-1.
- Laughter in Ancient Rome: On Joking, Tickling, and Cracking Up. University of California Press, 2014, ISBN 0-520-27716-3.
  - Deutsche Übersetzung: Das Lachen im alten Rom. Eine Kulturgeschichte. Aus dem Englischen von Carsten Drecoll. Wissenschaftliche Buchgesellschaft, Darmstadt 2016, ISBN 978-3-805-34979-6.
- The Fires of Vesuvius: Pompeii Lost and Found. Harvard University Press, 2008. Auch unter dem Titel Pompeii: The Life of a Roman Town. ISBN 1-86197-516-3.
  - Deutsche Übersetzung: Pompeji. Das Leben in einer römischen Stadt. Philipp Reclam Verlag, Ditzingen 2011, ISBN 978-3-15-010755-3.
- The Roman Triumph. Harvard University Press, Cambridge/Mass. 2007, ISBN 978-0-674-02613-1 (Buchbesprechung von Greg Woolf: Pomp and circumstance. In: The Guardian, Samstag, 22. Dezember 2007 ).
- (mit Keith Hopkins): The Colosseum. Harvard University Press, 2005, ISBN 1-86197-407-8.
  - Deutsche Übersetzung: Das Kolosseum. Verlag Philipp Reclam jun., Ditzingen 2010, ISBN 978-3-15-018611-4.
- The Parthenon. Harvard University Press, 2002, ISBN 1-86197-292-X.
  - Deutsche Übersetzung: Der Parthenon. Verlag Philipp Reclam jun., Ditzingen 2009, ISBN 978-3-15-018593-3.
- (mit John Henderson): Classical Art from Greece to Rome. 2001, ISBN 0-19-284237-4.
- The Invention of Jane Harrison. Harvard University Press, 2000, ISBN 0-674-00212-1.
- (mit John North und Simon R. F. Price): Religions of Rome. 1998, ISBN 0-521-30401-6 (vol. 1), ISBN 0-521-45015-2 (vol. 2).
- (mit John Henderson): Classics: A Very Short Introduction. 1995, ISBN 0-19-285313-9.
  - Deutsche Übersetzung in: Paul G. Bahn, Mary Beard, John Henderson: Wege in die Antike. J. B. Metzler, Stuttgart 1999, ISBN 3-476-01683-8.
- (mit Michael Crawford): Rome in the Late Republic. 1985, überarbeitet 1999, ISBN 0-7156-2928-X.

Herausgeberschaften
- (Hg., mit John North): Pagan Priests: Religion and Power in the Ancient World. 1990, ISBN 0-7156-2206-4.

Aufsätze
- While Ridgeway lives research can ne’er be dull. In: C. Stray (Hrsg.): The Owl of Minerva: Cambridge Praelections 1906. (Cambridge, 2004)
- Ciceronian Correspondences: making a Book out of Letters. In: T. P. Wiseman (Hrsg.): Classics in Progress, (London, 2002), S. 103–144.
- The Roman and the Foreign: The Cult of the „Great Mother“ in Imperial Rome. In: Nicholas Thomas, Caroline Humphrey (Hrsg.): Shamanism, History, and the State (1996), S. 164–189 Google Bücher
- Re-reading (Vestal) virginity. In: Richard Hawley, Barbara Levick (Hrsg.): Women in Antiquity. New Assessments. Routledge, London / New York 1995, ISBN 0-415-11368-7, S. 166–177.
- Looking (harder) for Roman myth: Dumézil, declamation and the problems of definition. In: Fritz Graf (Hrsg.): Mythos in mythenloser Gesellschaft:  das Paradeigma Roms (Colloquium Rauricum III, Stuttgart, 1993), S. 44–64.
- Souvenirs of culture: deciphering (in) the museum. In: Art History. 15 (1992), S. 505–532.
- A Complex of Times: no more sheep on Romulus' birthday. In: Proceedings of the Cambridge Philological Society. 1987, S. 1–15 (nachgedr. in: C. Ando (Hrsg.): Roman Religion (Edinburgh, 2003))
- The Sexual Status of Vestal Virgins. In: Journal of Roman Studies. 70 (1980), S. 12–27.